# NGC 103
 NGC 103 es un cúmulo abierto localizado a aproximadamente 4600 años luz de distancia en la constelación de Casiopea. El grupo de estrellas es visible en telescopios amateur de 8", en cielos con contaminación lumínica moderada.